# Inga oerstediana
Inga oerstediana är en ärtväxtart som beskrevs av George Bentham. Inga oerstediana ingår i släktet Inga och familjen ärtväxter. Inga underarter finns listade i Catalogue of Life.